# Тюба (родник)
Тюба — карстовый источник в Нуримановском районе Башкортостана, на западе Уфимского плато. Находится в числе региональных памятников природы.
Название родника в переводе с башкирского языка означает «яма».
Родник находится в нежилом селе Тюба, которое стояло на берегу Яман-Елги. Собственно сам родник впадает в эту реку, тем самым делая её полноводной. Осадки поглощаются мягкими, размываемыми водой породы Уфимского плато. Разгрузка происходит в долине реки Яман-Елги, в нескольких километрах от устья реки. Источник Красный Ключ тоже разгружает воды Яман-Елги. Цвет воды источника сине-зелёный, что придаёт ей растворённая известь, выходящая из-под земли вместе с водой.